# Auksencjusz z Mediolanu
Auksencjusz – ariański biskup Mediolanu w latach 355–373.
Pochodził z Kapadocji. W 343 otrzymał święcenia w Aleksandrii. W 355, pomimo słabej znajomości łaciny, został wyznaczony na biskupa Mediolanu. W 359 Auksencjusz został potępiony przez synod w Rimini. W 364 przeciwko działalności Auksencjusza protestował Euzebiusz z Vercelli oraz Hilary z Poitiers w dziele Contra Arianos vel Auxentium Mediolanensem. Znajduje się w nim list Auksencjusza do Walentyniana, w którym zarzekał się, że nie jest arianinem, ale nie przyznał, że Chrystus jest Bogiem. Później przyjął homoousios i pozostał na swoim stanowisku, pomimo protestów synodów oraz papieża Damazego I. Zmarł w 373, po jego śmierci urząd biskupa w Mediolanie przejął Ambroży.